# Rosina Hodde
Rosina Hodde (Dordrecht, 10 februari 1983) is een Nederlandse atlete, die zich heeft toegelegd op het hordelopen. Zij veroverde in deze discipline zes nationale titels.

## Biografie

### Jeugd
Hodde was al op haar zesde bij de atletiekbaan in Dordrecht te vinden. "Mijn zusje Lucinda zat op atletiek en mij leek het ook wel leuk. Dus ik deed een keer mee met een hardloopwedstrijd voor alle categorieën op de baan. Ik ging er natuurlijk als een gek vandoor, maar werd even later ingehaald door een man van een jaartje of veertig. Dat vond ik niks, dus ik stopte meteen en wilde niks meer van atletiek weten. Gelukkig hebben mijn ouders mij overtuigd om nog eens een wedstrijdje te doen, maar dan met leeftijdgenotes." 
Dat ze talent had, bleek al gauw. Bij de D-meisjes (leeftijdscat. 12/13 jaar) werd zij Nederlands kampioene meerkamp, terwijl zij als C-meisje de 60 m horden in 9,08 s liep. Rosina: "Een beste prestatie aller tijden, maar er stond geen windmeter, dus die is niet in de boeken gekomen." Als C-meisje ging zij ook mee naar het Europees Jeugd Olympisch Festival (EYOD), als vierde loopster op de 4 x 100 m estafette, maar door een eerdere wisselfout zou het stokje haar nooit bereiken.
In de jaren die volgden werd veel van het geduld van Hodde, die lid was van het Dordtse AV Parthenon, gevergd, want instabiele rugwervels hielden haar al die tijd aan de kant. Pas als tweedejaars A-junior kon zij de draad weer oppakken. "Ik heb in die tijd elke ochtend en avond buik- en rugspieroefeningen gedaan", blikt zij terug.

### Eerste nationale successen en OS
Daarna ging het echter snel. In 2003 veroverde Rosina Hodde bij de Nederlandse indoorkampioenschappen op de 60 m horden haar eerste medaille en een jaar later volgde haar eerste Nederlandse titel op de 100 m horden. Dat jaar werd zij, tot haar eigen verrassing, ook uitgezonden naar de Olympische Spelen in Athene. Niet op haar specialiteit, maar als reserve voor de 4 x 100 meterploeg. Op grond van haar goede basissnelheid, groeiende vorm en sociale eigenschappen werd Hodde, die inmiddels in het derde jaar zat van haar studie fysiotherapie, gekozen. Overigens hoefde zij in Athene niet in actie te komen. In de serie van de 4 x 100 m estafette mislukte de eerste wissel tussen Joan van den Akker en Jacqueline Poelman en lag de Nederlandse vrouwenploeg er al direct uit. 
In 2005 prolongeerde zij haar hordentitel en werd zij opnieuw uitgezonden naar een internationaal toernooi: op de Europese kampioenschappen voor neosenioren (U23) in Erfurt bereikte zij de finale van de 100 m horden, waarin ze als achtste finishte.

### Stagnatie en nieuwe impuls
Vervolgens stagneerde haar progressie. In eigen land moest ze op nationaal niveau vooralsnog haar meerdere erkennen in Femke van der Meij, terwijl blessures en operaties haar het plezier in de atletiek gedurende langere tijd vergalden. Pas in 2011 hervond de inmiddels als fysiotherapeute werkzame Rosina Hodde de motivatie om zich andermaal volledig voor de atletieksport in te zetten. Onder de begeleiding van twee nieuwe trainers, Ineke Bonsen en voormalig kampioen polsstokhoogspringen Christian Tamminga, werkte zij zich terug naar het eerder bereikte niveau, veroverde nieuwe medailles op nationale kampioenschappen en wist in de jaren die volgden de opwaartse lijn gestaag door te trekken. In 2013 nestelde zij zich ten slotte op de Nederlandse ranglijst van beste hordeloopsters ooit met 13 seconden rond op de tweede plaats, achter de nog vooralsnog onbereikbare Marjan Olyslager (12,77 in 1989). 

### Voor het eerst onder de dertien
Voor 2014 had Hodde zich onder meer ten doel gesteld om door de dertien-secondengrens heen te breken. Ze ging het jaar goed van start door zich al in januari bij een wedstrijd in Düsseldorf op de 60 m horden te kwalificeren voor de wereldindoorkampioenschappen in Sopot. Terug in eigen land veroverde zij voor het eerst in haar loopbaan, na vijf keer zilver en drie keer brons in voorbije jaren, nu ook eens de gouden medaille op de 60 m horden, waarna zij in Sopot tot de halve finales doordrong. Hierin strandde zij als zevende in 8,14, nadat zij eerder in de series haar PR had teruggebracht tot 8,07.
Al vroeg in het outdoorseizoen realiseerde zij vervolgens een van haar doelstellingen. Op 5 juli liep zij bij een wedstrijd in Oordegem de 100 m horden in 12,94. Hiermee was zij de derde Nederlandse die de dertien-secondengrens had doorbroken, want enkele weken eerder was Sharona Bakker haar tijdens de FBK Games hierin met een tijd van 12,98 voorgegaan. Belangrijker was echter dat Hodde zich ermee kwalificeerde voor de Europese kampioenschappen in Zürich.                   
Rosina Hodde is tegenwoordig lid van Haag Atletiek.

## Nederlandse kampioenschappen
Outdoor
| Onderdeel    | Jaar                         |
| ------------ | ---------------------------- |
| 100 m horden | 2004, 2005, 2010, 2011, 2013 |

Indoor
| Onderdeel   | Jaar |
| ----------- | ---- |
| 60 m horden | 2014 |

## Persoonlijke records
Outdoor
| Onderdeel    | Prestatie          | Datum            | Plaats   |
| ------------ | ------------------ | ---------------- | -------- |
| 100 m        | 11,92 s (+0,2 m/s) | 2 juli 2005      | Oordegem |
| 200 m        | 24,48 s (+1,4 m/s) | 9 juli 2007      | Leiden   |
| 100 m horden | 12,89 s (+0,1 m/s) | 5 september 2014 | Brussel  |

Indoor
| Onderdeel   | Prestatie | Datum            | Plaats    |
| ----------- | --------- | ---------------- | --------- |
| 60 m        | 7,59 s    | 22 december 2013 | Amsterdam |
| 50 m horden | 7,23 s    | 28 januari 2006  | Groningen |
| 60 m horden | 8,07 s    | 7 maart 2014     | Sopot     |

## Palmares

### 60 m horden
- 2003:  NK indoor – 8,62 s
- 2004:  NK indoor – 8,50 s
- 2005:  NK indoor – 8,38 s
- 2005:  NKS indoor – 8,53 s
- 2006:  NK indoor – 8,35 s
- 2007:  NK indoor – 8,40 s
- 2010:  NK indoor – 8,49 s
- 2011:  NK indoor – 8,41 s
- 2013:  NK indoor – 8,18 s
- 2014:  NK indoor – 8,09 s
- 2014: 7e in ½ fin. WK indoor – 8,14 s (in serie 8,07 s)
- 2015:  NK indoor – 8,13 s

### 100 m horden
- 2003: DQ NK
- 2004:  NK – 13,40 s
- 2005:  NK – 13,58 s
- 2005: 8e EK U23 te Erfurt – 13,54 s (in ½ fin. 13,43 s)
- 2006: DNF NK
- 2007: DNF NK
- 2010:  Gouden Spike – 13,59 s
- 2010:  NK – 13,58 s
- 2011:  Gouden Spike – 13,61 s
- 2011:  NK – 13,53 s
- 2012:  Ter Specke Bokaal te Lisse - 13,64 s
- 2012:  Gouden Spike – 13,43 s
- 2012: 7e FBK Games – 13,38 s
- 2012:  NK – 13,45 s
- 2013:  Ter Specke Bokaal - 13,32 s
- 2013:  Gouden Spike – 13,19 s
- 2013:  NK – 13,02 s
- 2014:  Gouden Spike – 13,26 s
- 2014: 6e FBK Games – 13,05 s
- 2014:  NK – 13,11 s
- 2014: 7e EK - 13,08 s (in ½ fin. 12,91 s)
- 2015:  Gouden Spike - 13,43 s
- 2015:  NK – 13,38 s (-1,0 m/s)
- 2016:  NK - 13,28 s (+3,5 m/s)

### 4 x 100 m
- 1999: DNF EYOD te Esbjerg